# Comtat de Mayenfeld
El comtat de Mayenfeld fou una jurisdicció feudal del Sacre Imperi Romanogermànic que va existir entre els segles IX i X, per acabar finalment en mans de l'arquebisbe de Trèveris.
El territori de Mayenfeld (en llatí pagus Magnacensis) estava en la zona on el riu Mosela desaigua al Rin, als dos costats del riu, a l'est del comtat d'Eifel i a l'est-nord-est del comtat de Bidgau, arribant fins al Rin per l'est. En la divisió de territoris del 8 d'agost del 870 el comtat fou assignat a Lluís el Germànic i és esmentat com "comitatum Megenensium". Els seus comtes en general no són coneguts excepte en un parell de casos aïllats als segles IX i començaments del X i sembla que normalment hauria estat governat conjuntament amb altres comtats, probablement amb el comtat de Bidgau (ja que Mayenfeld estava a l'Alta Lorena com Bidgau, mentre que els altres veïns més propers, Eifel -conjunt Zulpich-Eifel- estaven a la Baixa Lorena). Al segle XII el comtat de Virneburg es va formar entorn d'aquest castell, situat a l'antic comtat, però ocupant només una part i la resta estava en mans de Trèveris.
El primer conegut fou Megingoz, possible nebot (per via materna) del rei Odó I de França. Apareix en temps de l'emperador Arnulf de Caríntia com a comte de Mayenfeld. El rei Arnulf va donar propietats situades a Mayenfeld a l'abadia de Sant Maximí a Trèveris el 23 de gener del 888 al comtat governat per Megingoz (in comitatu Megingaudi) i altre cop a l'abadia de Fulda per carta del 21 de juliol del 889. Reginar esmenta que fou assassinat el 28 d'agost del 892 i Zuentibold, fill d'Arnulf, va rebre els honors del difunt. Els Annales Einsidlenses situen la mort de Mengigoz el 891. La seva esposa fou Gisela que a la seva mort es va casar amb Burcard que després fou comte de Mayenfeld. Burcard apareix esmentat per primer cop com a comte el 24 de juny de 903 i hauria estat nomenat després de la mort de Zuentibold. Torna a aparèixer per segon i darrer cop el 28 d'octubre del 905.